# T'abuses Ikko !!
T'abuses Ikko !!, connu au Japon sous le nom de Amaenaide yo!! (あまえないでよっ!!), est un manga de Toshinori Sogabe. La série en 7 tomes a été prépubliés dans le magazine Comic Gum de chez Wani Books, elle a été publiée en intégralité en France par les éditions Soleil. Une première adaptation en anime de 12 épisodes de 24 minutes chacun a été créée en 2005 par le Studio DEEN. Une seconde saison est sortie en 2006 sous le titre Amaenaideyo!! Katsu!!.

## Synopsis
Satonaka Ikko est un apprenti prêtre bouddhiste. Il est envoyé au Temple Saien dont sa grand-mère Jotoku est la grande prêtresse. Ses nerfs sont fortement éprouvés avec les sévères entrainements qu'il doit endurer, les travaux de purification, et les six nonnes avec lesquelles il doit demeurer. Le fait de vivre avec des nonnes de son âge peut certes paraître attirant, mais en réalité il est traité comme un serviteur, et sa capacité de purification ne peut pas être comparée aux leurs. Quoi qu'il en soit, quand il désire quelque chose plus que tout au monde, son pouvoir devient plus fort qu'aucun autre.
Une suite du manga "Amaenaide yo!!" est apparue au Japon sous le nom de "Amaenaide yo MS!!", elle nous amène quelques mois après la fin de la 1re saison. Dans cette saison, Kazuki est devenue une nonne du temple Saien.
Le manga "Amaenaide yo MS!!" a été publié entre 2007 et 2009, totalisant ainsi 6 volumes.

## Personnages
- Ikko Satonaka (里中逸剛, Satonaka Ikko)

Voix : Chihiro Suzuki
- Chitose Nanbu (南部千歳, Nanbu Chitose)

Voix : Mai Nakahara
- Yuko Atoda (阿刀田結子, Atoda Yuko)

Voix : Chieko Higuchi
- Haruka Amanogawa (天川春佳, Amanogawa Haruka)

Voix : Akeno Watanabe
- Sumi Ikuina (生稲雛美, Ikuina Sumi)

Voix : Tomoko Kawakami
- Hinata Sugai (為我井陽, Sugai Hinata)

Voix : Ryoko Shintani
- Sakura Sugai (為我井さくら, Sugai Sakura)

Voix : Haruhi Terada
- Jotoku Kawahara (河原浄徳, Kawahara Jotoku)

Voix : Kazuko Sugiyama

## Anime

### Fiche technique
- Titre original : Amaenaide yo !!
- Titres alternatifs : あまえないでよっ!! --- Amaenai de yo! --- Amaenaideyo! --- T'abuses Ikkô --- Ah my buddha!
- Genre : comédie, ecchi
- Durée : 12 X 24 = 288 min
- Année de production : 2005
- Studio : Studio DEEN
- Réalisateur : Keitaro Motonaga

À noter que les DVD sortis au Japon contiennent un 13e épisode jamais diffusé à la TV.

## Liens
- (ja) Site officiel